# Gewerkschaft Kommunikation
Die Gewerkschaft Kommunikation, kurz GEKO, war eine Gewerkschaft in der Schweiz und eine der Vorgängergewerkschaften der syndicom. Die GEKO vertrat die in der Schweiz tätigen Arbeitnehmenden in den Bereichen Post, Logistik, Telekommunikation, IT und Flugsicherung. Ihre 37'000 Mitglieder arbeiteten meist bei den früheren Teilen der PTT, die heute Die Schweizerische Post (Postbereich) und Swisscom (Telekommunikation) heissen. Aber auch andere Beschäftigte in den oben genannten Branchen (DPD, DHL, Orange, Sunrise, Setz Gütertransport, Skyguide etc.) wurden vertreten. Der Grossteil des organisierten Personals bei Post und Swisscom waren Mitglieder.

## Geschäftsstellen
Das Zentralsekretariat der GEKO befand sich in Bern. Daneben gab es noch neun Regionalsekretariate. Ein weiteres in Härkingen, Kanton Solothurn, war im Aufbau. Insgesamt waren zuletzt rund 65 Mitarbeitende bei der GEKO beschäftigt. Die Regionalsekretariate waren:
- Regionalsekretariat Basel, 2 Personen
- Regionalsekretariat Bern, 6 Personen
- Regionalsekretariat Genf, 3 Personen
- Regionalsekretariat Lausanne, 3 Personen
- Regionalsekretariat Tessin/Lugano, 2 Personen
- Regionalsekretariat Zentralschweiz/Aargau, Sitz: Luzern, 2 Personen
- Regionalsekretariat Neuenburg/Jurabogen, 3 Personen
- Regionalsekretariat Ostschweiz, Sitz: Sankt Gallen, 2 Personen
- Regionalsekretariat Zürich, 3 Personen
- Regionalsekretariat Härkingen (im Aufbau)

## Geschichte
Aus historischen Gründen, mit der Einteilung in Ober- und Unterbeamte und Post und Telekommunikation, zerfiel das organisierte Personal in zahlreiche einzelne Gewerkschaften. Um dem Arbeitgeber gegenüber stärker auftreten zu können (z. B. bei Lohnverhandlungen), schlossen sich die einzelnen Verbände zur PTT-Vereinigung zusammen. Nach der Trennung der PTT in Post und Swisscom und der Zulassung privater Anbieter in den Bereichen Post und Telekommunikation wurde ein Wechsel vom Hausverband zur Branchengewerkschaft eingeleitet. Am 1. Januar 1999 wurde die Gewerkschaft Kommunikation gegründet. Sie bestand aus den Mitgliedern der früheren Gewerkschaften
- PTT-Union (uniformiertes Personal Zustellung, Verarbeitung, Transport Post; Telekommunikation)
- VSPB (Verband Schweizerischer Postbeamtinnen und Postbeamten; Schalterpersonal Post)
- SPV (Schweizerischer Posthalterveband; Leiter Poststellen)
- VSTTB (Telekommunikationspersonal)
- Teile des PVB (Personalverband der Bundesverwaltung)

Alle diese Gewerkschaften waren seit Jahrzehnten Mitglied des Schweizerischen Gewerkschaftsbunds.
Im Jahr 2006/07 fanden Gespräche mit dem SEV (Schweizerischer Eisenbahn- und Verkehrspersonal-Verband) für eine Fusion statt, welche aber hauptsächlich am Widerstand der historisch gewachsenen Unterverbände, kleinräumig organisierten Sektionen des SEV und dem Tempo der geplanten Umsetzung scheiterten.
Anschliessend begannen Fusions-Verhandlungen mit den Gewerkschaften VPOD und Comedia. Der VPOD, welcher der Vorgängerorganisation der Comedia als Patin gedient hatte, verliess im März 2009 den Verhandlungstisch, da man sich bezüglich Autonomie und Finanzierung der regionalen Strukturen nicht einigen konnte.
Die Gewerkschaft Kommunikation und Comedia führten die Verhandlungen daraufhin ohne VPOD weiter und konnten sich auf die Gründung einer neuen Gewerkschaft einigen. Am 30. November 2010 stimmten schliesslich die Delegierten der GEKO mit 145 Ja gegen vier Nein-Stimmen bei drei Enthaltungen Fusion zu und im Dezember 2010 fand schliesslich der Gründungskongress der neuen Gewerkschaft Syndicom statt, die im Januar 2011 offiziell den Betrieb aufnahm. Gemäss Schweizerischer Gewerkschaftsbund gingen die beiden Gewerkschaften damit eine Vernunft- und Zweckehe ein.

## Aufbau der GEKO
Das oberste Organ waren die Mitglieder, welche zuletzt in 35 Sektionen organisiert waren. Die Sektionen wurden von Milizleuten vertreten, welche durch die Profis im Zentralsekretariat und den Regionalsekretariaten unterstützt wurden. Ausserdem gab es Nationale Arbeitsgruppen (Bereichsvertretungen; z. B. Postautodienst, Expresspost etc.), Nationale Arbeitstagungen der Bereiche, die Frauenkommission, die Ergonomiekommission und die Pensioniertenvereinigung.

## Gewerkschaftliche Organe

### Kongress
Der alle drei Jahre stattfindende Kongress war die oberste Behörde der GEKO. Die Vertreter der Sektionen, Nationalen Gremien (Präsidenten der Nationalen Arbeitsgruppen), der Frauenkommission, der Pensioniertenvereinigung und der Ergonomiekommission bildeten die Teilnehmenden. Der Kongress wählte die Geschäftsleitung und die Strategien für die Zukunft. 

### Delegiertenversammlung
Jährlich fand eine Delegiertenversammlung statt. Diese befand zum Beispiel über die jährlich stattfindende Lohnverhandlungen.

### PräsidentInnenkonferenz
Diese fand vierteljährlich statt und war ein Organ, welches auf Grund der Tagungshäufigkeit aktuelle Anliegen besprach.

### Geschäftsleitung
Die Geschäftsleitung wurde aus vollamtlichen Mitarbeitenden der GEKO gebildet. Sie bestand zuletzt aus folgenden fünf Personen:
- Alain Carrupt, Zentralpräsident
- Didier Page, Vizepräsident(Kommunikation, Bildung und Werbung
- Fritz Gurtner, Vizepräsident (Bereiche Post/Logistik, aus Zürich)
- Giorgio Pardini, Vizepräsident (Bereiche Telecom/IT/Flugsicherung); Präsident Luzerner Gewerkschaftsbund und Grossrat des Kantons Luzern)
- Monika Uhlmann (Zentrale Dienste)

### Kommissionen
In der Gewerkschaft Kommunikation existierten derzeit drei Kommissionen. Nämlich
- die Frauenkommission (Präsidentin Edith Beutler)
- die Jugendkommission
- die Pensioniertenvereinigung
- die Ergonomiekommission (Präsident Otto Dietiker; Arbeitssicherheit und Gesundheitsschutz)

### Sektionen
Die Sektionen waren Teilorganisationen der GEKO. Jedes Mitglied der Gewerkschaft Kommunikation war (der Arbeitsplatz war massgebend für die Zuteilung) gleichzeitig Mitglied einer Sektion. Diese entfalteten eigene Aktivitäten (Hauptversammlung, Frühjahrs-/Herbstversammlungen, Pensioniertenversammlung, Freizeitanlässe etc.) für ihre Sektionsmitglieder.

## Dachorganisationen
Die Gewerkschaft Kommunikation war Mitglied des
- SGB (Schweizerischer Gewerkschaftsbund) und
- der UNI (Union Network International)